# Meracanthomyia kotiensis
Meracanthomyia kotiensis är en tvåvingeart som beskrevs av Kapoor 1971. Meracanthomyia kotiensis ingår i släktet Meracanthomyia och familjen borrflugor. Inga underarter finns listade i Catalogue of Life.